# A Botanical Materia Medica
A Botanical Materia Medica (abreviado Bot. Mat. Med.) es un libro ilustrado con descripciones botánicas que fue escrito por el médico y botánico inglés Jonathan S. Stokes, contemporáneo y amigo de Linneo hijo. Se publicó en 4 volúmenes en el año 1812, con el nombre de A Botanical Materia Medica: Consisting of the Generic and Specific Characters of the Plants Used in Medicine and Diet, with Synonyms, and References to Medical Authors (1812).